# راهب البحر

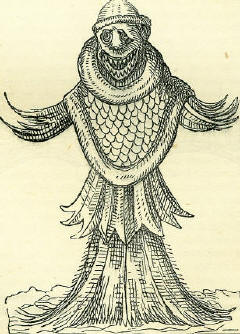
رسم توضيحي من The Book of Days. نُشر عام 1869

كان راهب البحر (يعرف أيضاً باسم السمكة الراهب) مخلوقًا بحريًا عُثر عليه قبالة الشاطئ الشرقي لجزيرة زيلاند في الدنمارك تقريباً وبشكل شبه مؤكد في عام 1546. وقد وصف على أنه «سمكة» والذي بدا ظاهرياً كـ«راهب»، وتم ذكره وتصويره في المجلد الرابع من الكتاب الشهير التاريخ الحي (باللاتينية: Historiae animalium) لكونارد جينسر. استنتجت صحيفة عام 2005 أن الحيوان كان على الأرحج قرش ملاك.

## أسماؤه
سمى بيلون (1543) المخلوق «الراهب السمكة»، وسماه رونديليه (1544) بيسكيس موناكي هابيتو («سمكة ترتدي رداء راهب»).
أسبغ عليه كل من غيسنر (1558) وجونس سلوبيريوس (1572) اسم «راهب البحر».

## تاريخه
التُقط راهب البحر المزعوم في البحر بين الدنمارك وزيلاند والسويد، في مضيق أوريسند، على الأرجح عام 1546. أرسل كريستيان الثالث ملك الدنمارك رسمًا توضيحيًا له إلى كارلوس الخامس هابسبورغ، الإمبراطور الروماني المقدس. ذُكر المخلوق في كتاب دين دانسكه كرونيكه (1575) لفيديل على أنه يبلغ من الطول أربعة أذرع. إما التُقط في شبكة لسمك الرنجة، أو بالطريقة التقليدية، يختلف ذلك وفقًا للمصدر.

### التاريخ الطبيعي للقرن السادس عشر
تباين تاريخ التقاط راهب البحر بين عامي 1546 و1549 في أدب القرن السادس عشر المختلف، أو في كليهما، كما الحال عند ليكوسثينس (1557)، الذي صرح أن كلا الالتقاطين حدثا قرب كوبنهاغن، الدنمارك. ثمة منحونة خشبية ألمانية لستيفان هامر قد يرجع تاريخا إلى عام 1546، تُظهر راهب البحر المُلتقط في كوبنهاغن عام 1546.
أُدرج راهب البحر في عدة كتب تاريخ طبيعي مصورة نُشرت في أواسط القرن السادس عشر، مثل بيير بيلون (1553)، وغويوم رونديليه (1554) وكونراد غريسنر (1558). ووُصف على أنه «سمكة» تبدو ظاهريًا شبيهة براهب.
قدم بيلون (1553) ملاحظة أكثر إيجازًا عن (الراهب السمكة) في مؤلفه اللاتيني، وظهرت نسخة أكثر توسعًا لاحقًا في النسخة الفرنسية لعام 1555.
سماه رونديليه (1554) «السمكة المرتدية رداء راهب»، وصنفه عريس بحر. لكنه لم يعتقد أنه من الممكن للتمثيلات الصورية التي استقاها أن تأخذ قيمة ظاهرية، واشتبه أن تكون قد نُمقت «على يد الرسام لجعلها تبدو أكثر روعة». يبدو أن ما حفز شكوكه حول الترخيص الفني هو اكتشافه وجود تصويرات أخرى للراهب السمكة، مختلفة إلى حد ما عن تصويراته، توصل إليها منافسه وصديقه غيسنر وآخرون في روما.
صرح رونديليه أن فنانًا رسمه حيًا (أو جثة) بحضور عدة من السادة، الذين أعطوا نسخة لكارلوس الخامس ونسخة أخرى لمارغيريت ملكة نافارا، الأخيرة منها قُدمت لرونديليه. كانت الصورة هدية من مارغيريت، التي كانت راعية كبيرة للعلوم، يعني أنها لم تكن شيئًا يمكن تجاهله بسهولة، بل فحصته مارغريت، وعالجته بسلطة تساوي سلطة بليني.
كانت معلومة رونديليه ناقصة من نواح أخرى: إذ صرح أن المخلوق انتُشل في «النرويج عند ديزوم قرب قرية تُدعى دينيلوبوش»، لكن هذا كان غربلة للفظة داي سوند («نغمة» أورسند) قبالة إلينبوغين (مالمو، السويد). نُقلت المعلومة عبر مصدر ألماني وسيط ما.